# Allen Francis Doyle
Allen Francis Doyle "Doyle" es un personaje ficticio interpretado por el actor Glenn Quinn en la serie de televisión Ángel. Es producto de la mezcla entre un ser humano y un demonio Brachen, un sirviente de los Grandes Poderes y un miembro fundador de Investigaciones Ángel. 

## Historia del Personaje

### Inicios
Doyle nació en Irlanda de una madre humana y un padre demonio Brachen. Doyle nunca conoció a su padre o alguien de su familia, y su herencia demoníaca no se manifestó físicamente hasta los 21 años. En ese momento, Doyle era un profesor de tercero de primaria y un voluntario de un comedor casado con una hermosa mujer llamada Harriet, el amor de su vida. Él no se tomó bien la noticia de su herencia demoníaca, a pesar de la aceptación de Harriet, y su matrimonio finalmente se desintegró. Doyle se escondió tras la endeble apariencia de un buscavidas y estafador, aparentemente más interesado en lo próximo que va a beber que en ayudar a los demás. 
Más tarde fue abordado por un compañero demonio Brachen, Lucas, quien le dijo a Doyle que El Azote, un grupo militante de demonios puros, estaba persiguiendo a todos los mestizos y le suplicó que los ayudara. Doyle rechaza a Lucas, creyendo que este no era su problema. Poco después recibió una visión en medio de la cual pensó que estaba teniendo un derrame cerebral. La visión le mostró a un grupo de demonios Brachen masacrados. Doyle buscó por la ciudad para averiguar si lo que había visto era real, y lo era. Lo que provocó una gran culpa y remordimiento por no haber ayudado a sus compañeros cuando estos más lo necesitaban.

### Ángel, la serie
Doyle descubrió más adelante que esas visiones de personas que necesitaban ayuda provenían de los Grandes Poderes, esto se supone así ya que al parecer él tenía un cierto conocimiento de como comunicarse con los poderes por medio de los oráculos y los riesgos que eso podía acarrear como se lo dice a Ángel "Esto tiene sus riesgos, así que no digas que no te lo advertí por si te convierten en sapo", Las visiones finalmente llevaron a Doyle a conocer a Ángel para convertirlo en el campeón de los Grandes Poderes. Los simpatizan principalmente por sus experiencias pasadas como Doyle dice "Todos tenemos algo que expiar", y por lo tanto los dos unen sus fuerzas para luchar contra el mal en Los Ángeles. Una vez que Cordelia se une al equipo, los tres forman oficialmente Investigaciones Ángel. 
Doyle no tarda en sentirse atraído y posteriormente enamorarse de Cordelia, pero tiene miedo de que lo rechace al conocer su herencia demoníaca. También forma un estrecho y fraternal vínculo con Ángel. A pesar de que Doyle no quiere hablar sobre su pasado, Ángel y Codelia se enteran de su vida previa cuando Harriet regresa a su vida, pidiéndole el divorcio para que pueda casarse con un Demonio Ano-Movic llamado Richard (el matrimonio se cancela debido a un ritual de bendición del clan en el que sería necesario que Richard matara a Doyle y le comiera su cerebro). 
El pasado de Doyle volvió para atormentarlo cuando El Azote regresó, amenazando a los Demonios Mestizos Lister. Durante la batalla, Doyle sacrifica su propia vida para salvar a sus amigos, los Listers, y a la ciudad de Los Ángeles de la Baliza, un dispositivo que podría destruir cualquier ser "contaminado" con sangre humana. Al hacerlo, Doyle cumple la profecía de los Lister sobre "El Prometido", quien se supone que los salvará del Azote en los últimos días del siglo XX. Antes de que Doyle muriera, comparte un apasionado beso con Cordelia (que acababa de enterarse - y aceptado - la herencia demoníaca de Doyle) y lamenta que nunca llegarán a saber si ella hubiera podido amar su rostro demoníaco; este es su modo de no solo decirle adiós a Cordelia, sino que también le pasa sus visiones.

### Legado
En la quinta temporada de Ángel, Lindsey McDonald asume la identidad de Doyle en un intento fallido de convencer a Ángel, Spike y a los demás. Tanto Ángel como Cordelia se enfadaron mucho por el abuso del nombre y legado de Doyle. 
Sin embargo lo más importante que Doyle dejó como legado fue la trasmisión de sus visiones y posición de mensajero de los Grandes Poderes a Cordelia sin saber que a la larga eso sería tanto una bendición como maldición para ella y los demás pues aunque la conexión con Los Grandes Poderes no se afectó, las visiones eran demasiado dolorosas y duras para la condición humana de cordelia y casi la dejan con muerte cerebral hasta que ella siguiendo los consejos de un demonio llamado Skip se convirtió en mitad demonio para tolerar las visiones y al final se descubre que todo lo ocurrido en las 4 primeras temporadas (incluida la muerte de Doyle y el traspaso de sus visiones a Cordelia) eran parte del plan de Jazmín para nacer y controlar a la humanidad.

## Personalidad y Poderes
La característica más curiosa de la personalidad de Doyle es que decía algo, y a continuación decía o hacia lo contrario de lo que acababa de decir (en "Ciudad de Los Ángeles", le dice a Ángel que ayudar a los necesitados es lo correcto, y seguidamente le dice groseramente a una anciana que le pide dinero que "busque trabajo, vieja asquerosa"; en "Corazón Solitario", le dice a dos chulos de un bar que la violencia no resuelve nada, y después golpea a uno de ellos, comenzando una gran pelea en todo el bar). 
Doyle recibía proféticas visiones de los Grandes Poderes, que incluyen imágenes de personas en peligro, nombres, lugares en los que el mal está presente o amenazas con las que los Poderes quieren tratar. Estas visiones también le causan un gran dolor, aunque su fisiología de medio demonio evita que su cerebro sufra un daño real. 
Su fisiología de medio demonio Brachen le concedía la habilidad de cambiar de su estado normal humano a su apariencia demoníaca (ojos rojos y piel verde en la que sobresalen pinchos de color azul), en el que tiene mayor sentido del olfato y una fuerza, rapidez, resistencia y destreza superiores; la última de estas le permite girar la cabeza en 180°, y así puede fingir que se ha roto el cuello, lo que le permitió a él y a Ángel idear un plan para derrotar al El Azote.